# Festival international de courts métrages et de cinéma alternatif de Benalmádena
Le Festival International de Courts métrages et de Cinéma alternatif de Benalmádena (FICCAB) se tient tous les ans depuis 1998 à Benalmádena dans la Province de Malaga en Espagne. Il est consacré, comme son nom l'indique, au cinéma alternatif et particulièrement au court métrage.

## Présentation
Le festival se déroule au mois d'octobre et attribue les prix suivants :
- Prix International de la ville de Benalmádena:
  - 2009: Richard Lester
  - 2008: István Szabó
  - 2007: Humberto Solás
- Prix de réalisation de la ville de Benalmádena
  - 2009: Borja Cobeaga (es)
  - 2008: Sergio Cabrera
  - 2007: David et Tristán Ulloa
- Prix d’interprétation de la ville de Benalmádena
  - 2009: Loles León
  - 2008: Malena Alterio et Esperanza Pedreño (es)
  - 2007: Cuca Escribano
- Prix « Una vida de cine » de la ville de Benalmádena
  - 2009: María Asquerino
  - 2008: Miguel Picazo
  - 2007: Julio Diamante (es)
- Prix de la meilleure série de fiction de la ville de Benalmádena
  - 2009: Doctor Mateo (es)
  - 2008: Cuestión de sexo
  - 2007: Los hombres de Paco
- Prix Cortomán
  - 2009: Pepe Jordana
  - 2008: Enrique García
  - 2007: Fotogramas et Juan Domínguez